# Geophis duellmani
Geophis duellmani este o specie de șerpi din genul Geophis, familia Colubridae, descrisă de Worthington George Smith și Holland 1969. A fost clasificată de IUCN ca specie cu risc scăzut. Conform Catalogue of Life specia Geophis duellmani nu are subspecii cunoscute.